# Opunake
Opunake est une petite localité de la côte sud-ouest de la région de Taranaki dans l’Île du Nord de la Nouvelle-Zélande.

## Situation
Elle est située à 45 kilomètres au sud-ouest de la cité de New Plymouth. La ville de Rahotu est à 16 km vers le nord-ouest. Manaia est à 29 km vers le sud-ouest.

## Accès
La route State Highway 45 passe à travers la ville d’Opunake,.

## Population
La ville a une population de 1 360 habitants en 2018.

## Histoire
La ville fut fondée en 1880.
Il fut proposé qu’elle devienne un port d’importance mais seule une jetée fut construite en 1891, rien d’autre ne fut achevé.

## Activité économique
Opunake est le centre d’une industrie locale du lait et est aussi réputée comme lieu de tourisme, possédant l’une des plus jolies plages de la région de Taranaki.
La plage est composée de sable volcanique noir et présente de grands bassins rocheux, qui se trouvent vers l’extrémité nord-ouest de la plage, exposés à marée basse.

## Loisirs
Actuellement (janvier 2008) un relief artificiel pour le surf est en construction dans le coin nord-ouest de la plage.
Opunake et les communes environnantes ont accès à la bibliothèque de la “ South Taranaki District Council LibraryPlus», qui fournit tous les livres voulus et les services rattachés au Conseil.

## Affichage mural d’Opunake
Cette série de peintures murales, s’affiche le long de la rue principale de la ville de Opunake, donnant juste un petit aperçu de ce qu’est la région de Taranaki, à partir d’une histoire riche d’agriculture et de culture Māori jusqu’à l’industrie moderne.
L’‘Assorted Wall Murals’ appelés "Réflections de Opunake" 1900 à 2000 est proposée par le “ Egmont Arts Council»: conçues et peintes par l’artiste d’art mural: Dennis Lattimer durant les mois d’avril/mai 2002.
Opunake, Taranaki, North Island, New Zealand.

## Galerie de photos

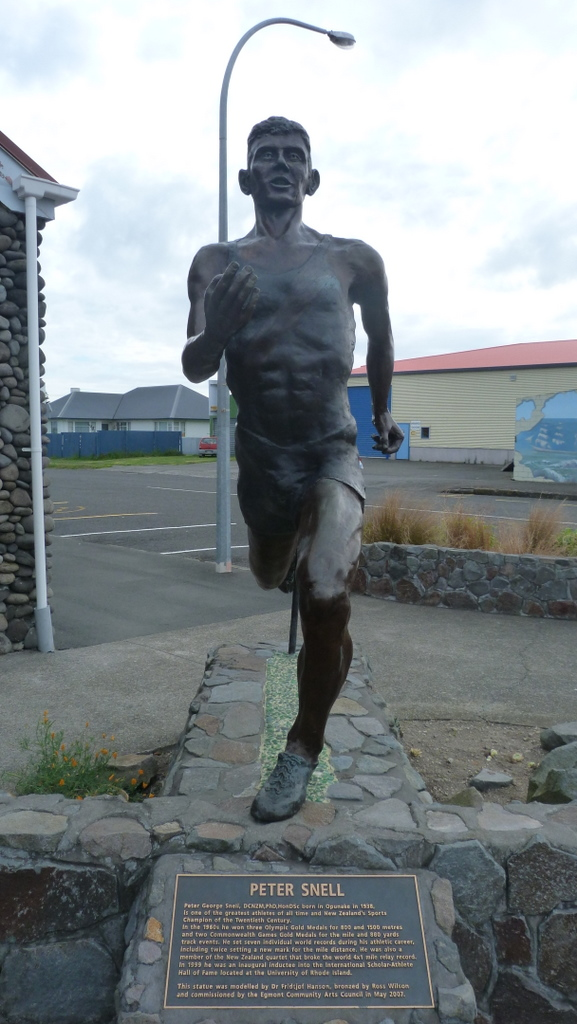
Statue en Bronze de Peter Snell
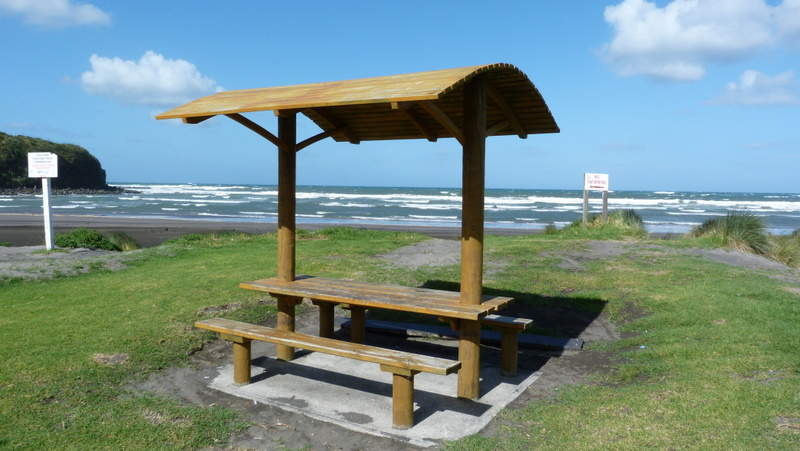
Plage d’Opunake
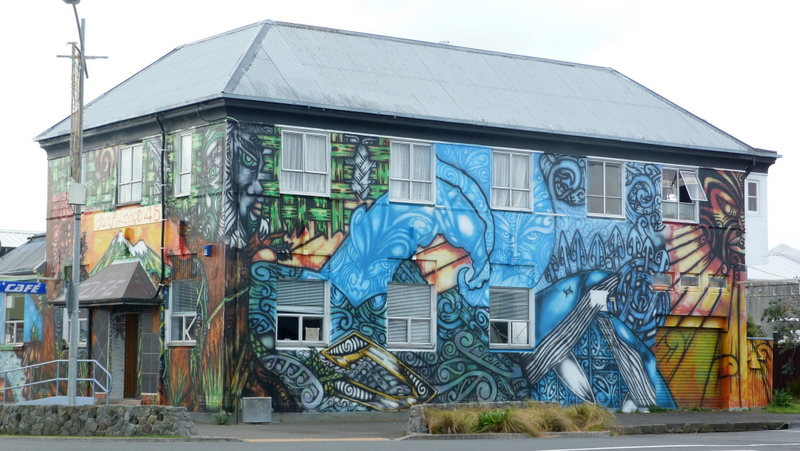
Surf Lodge 45
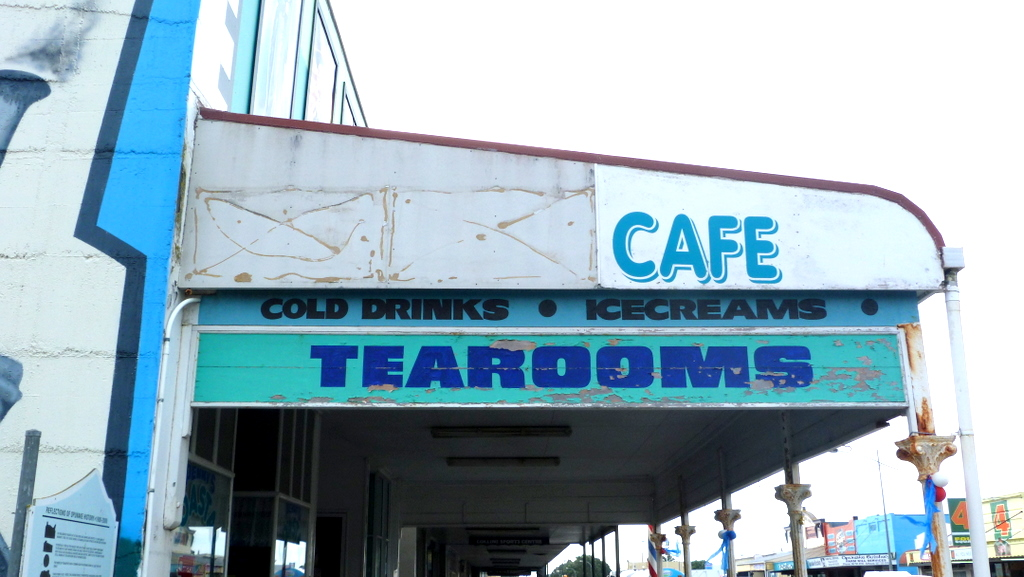
Salon de thé d’Opunake

## Personnalités notables
La ville a vu grandir plusieurs sportifs néo-zélandais :
- Peter Snell (1938-2019), athlète évoluant sur les distances du 800 mètres au mile : il est triple champion olympique et a été détenteur de six records du monde. Une statue de Peter Snell fut inaugurée le 19 mai 2007 pour célébrer le plus fameux des enfants de Opunake.
- Graham Mourie (1952-), ancien joueur et ancien capitaine des All Blacks qui évoluait au poste d'ailier.
- Carl Hayman (1979-), ancien joueur All-Black qui évoluait au poste de pilier droit, ancien joueur du Rugby club toulonnais (RCT).

Et enfin l’ancien premier ministre de Nouvelle-Zélande Jim Bolger.

## Éducation
- La école secondaire d'Opunake (en) est une école mixte, assurant le secondaire, allant de l’année 9 à 13, avec un effectif de 340 élèves en mars 2019. L’école a célébré son 75 e jubilé en 2000[5].
- L'école d'"Opunake School", "St Joseph's School", et "Te Kura Kaupapa Maori o Tamarongo" sont des écoles primaires, allant de l’année 1 à 8, avec des effectifs, de respectivement: 206 élèves, 89 élèves et 10 élèves.
- " St Joseph's School" est une école catholique intégré au système public.
- "Te Kura Kaupapa Maori o Tamarongo" est une école de type :Kura Kaupapa Māori, qui enseigne entièrement en langue maori.